# Carta Geométrica de Galicia
La Carta Geométrica de Galicia es un mapa físico de Galicia, el primero realizado en España con mediciones matemáticas, obra de Domingo Fontán.

## Historia y descripción
Domingo Fontán invirtió en su realización diecisiete años de su vida (1817-1834). Esta obra fue el primer mapa hecho en España con métodos científicos y mediciones matemáticas (medición de bases, triangulación, altimetría barométrica, etc.). Para cartografiar Galicia aprovechó los avances científicos, provenientes sobre todo de Francia, y desarrolló una red geodésica, estableciendo puntos de medición y realizando en ellos todo tipo de cálculos astronómicos, para los que empleó instrumentos cedidos por la Universidad de Santiago y adquiridos en París y Londres.
Tomó como punto cero la torre de la Berenguela, en la Catedral de Santiago de Compostela. En 1817 inició los trabajos de la carta, realizada a una escala 1:100.000, pero hasta 1830 no obtuvo el apoyo oficial para su redacción. En ese momento queda exento de impartir clases en la Universidad de Santiago de Compostela. Para realizar esta carta tuvo que recorrer a pie y a caballo toda Galicia. En ella aparecen localizadas las 4.000 iglesias de las parroquias gallegas y todos los accidentes geográficos importantes, alcanzando un nivel de detalle que no fue superado hasta la aparición de la fotogrametría aérea. En 1834 acabó los trabajos de la carta, y la presentó a la regente María Cristina, que dará orden de imprimirla. Hasta 1845 no fue posible su impresión, que se realizó en París, bajo su dirección, por el grabador L. Bouffard.
El escritor Ramón Otero Pedrayo poseía un original del mapa, que se conserva en el pazo-museo de Trasalba, en el municipio de Amoeiro, Provincia de Orense. Otro original del mapa geodésico fue restaurado en 2010 por la Red Museística Provincial de Lugo y puede contemplarse en el Pazo de Tor (San Xoán de Tor, Monforte de Lemos, Lugo). Así mismo en el Museo Arqueológico Provincial de Orense se conservan otros ejemplares.